# Józefa Masaczyńska
Józefa Masaczyńska, z d. Drozdowska (ur. 11 sierpnia 1932 w Samborze, zm. 14 maja 2019) – polska piłkarka ręczna, koszykarka i siatkarka, mistrzyni i reprezentantka Polski.

## Życiorys
Była zawodniczką Cracovii (1949-1952), Wawelu Kraków (1953-1955) i ponownie Cracovii (1955-1965). Początkowo uprawiała pływanie, w 1950 została mistrzynią Polski w sztafecie 4 x 100 metrów stylem zmiennym. Jako zawodniczka Wawelu zdobyła w 1955 Puchar Polski i brązowy medal mistrzostw Polski w Koszykówce i w tym samym roku wystąpiła sześć razy w reprezentacji Polski seniorek. Największe sukcesy odnosiła w piłce ręcznej. Ośmiokrotnie zdobyła tytuł mistrzyni Polski: w odmianie 7-osobowej w 1957, w 1958 w hali i na boisku i w 1961, w odmianie 11-osobowej w 1956, 1959, 1961 i 1962. Sześć razy wywalczyła tytuł wicemistrzyni Polski: w odmianie 7-osobowej w 1955, 1959, 1962 i 1963 oraz odmianie 11-osobowej w 1957 i 1958. W reprezentacji Polski seniorek wystąpiła na I mistrzostwach świata w 1957 w odmianie 7-osobowej. Zagrała wówczas w 4 spotkaniach, a jej zespół zajął 7. miejsce. Były to jej jedyne występy w reprezentacji w tej odmianie piłki ręcznej. W latach 1956–1960 zagrała także w 10 spotkaniach reprezentacji Polski w odmianie 10-osobowej.
Była absolwentką studium ekonomicznego, pracowała w dziale księgowości Miejskiego Przedsiębiorstwa Gospodarki Komunalnej w Krakowie, w 1991 przeszła na emeryturę.
W 2003 otrzymała Złotą Odznakę Polskiego Związku Koszykówki, w 2006 Medal Cracovia Restituta.
Jej mężem był hokeista Władysław Masaczyński (1928-1982).